# Hokejová Liga mistrů 2015/2016
Hokejová Liga mistrů 2015/2016 byla druhým ročníkem evropské klubové soutěže pořádané akciovou společností Champions Hockey League. Soutěže se zúčastnilo 48 klubů. V základních skupinách se uskutečnilo celkem 96 zápasů, ve vyřazovací části se uskutečnilo celkem 61 zápasů, dohromady tedy bylo v celém ročníku odehráno 157 utkání.

## Kvalifikace
Poček klubů s A-licencí i B-licencí zůstal oproti loňskému ročníků nezměněn. A-licenci má 6 švédských, 6 finských, 4 české, 4 švýcarské a 4 německé a 2 rakouské (z mezinárodní EBEL) zakládající kluby. Dalších 12 klubů, po dvou z každé ze 6 členských lig, získá B-licenci. Počet týmů s licencí C narostl z šesti na deset.
Každá členská liga pak disponovala dvěma B-licencemi, které byly přiděleny:
- 1. vítězi play-off
- 2. vítězi základní části

Pokud některou z těchto pozic obsadil tým s A-licencí, získal B-licenci klub:
- 3. druhý po základní části
- 4. finalista play-off
- 5. lépe postavený semifinalista play-off
- 6. hůře postavený semifinalista play-off

Nebylo by ani pak možné B-licenci udělit, mohlo vedení soutěže pozvat klub dle vlastního výběru na divokou kartu.

### Kvalifikované kluby
| Klub                 | Soutěž                  | Kvalifikace                                          | Licence |
| -------------------- | ----------------------- | ---------------------------------------------------- | ------- |
| EC Red Bull Salzburg | EBEL                    | zakládající člen (vítěz ZČ + celkový vítěz)          | A       |
| Vienna Capitals      | EBEL                    | zakládající člen (finalista play-off)                | A       |
| Bílí Tygři Liberec   | ELH                     | zakládající člen                                     | A       |
| HC Dynamo Pardubice  | ELH                     | zakládající člen                                     | A       |
| HC Sparta Praha      | ELH                     | zakládající člen                                     | A       |
| HC Vítkovice Steel   | ELH                     | zakládající člen                                     | A       |
| HIFK Hockey          | SM-liiga                | zakládající člen                                     | A       |
| JYP Jyväskylä        | SM-liiga                | zakládající člen (semifinalista play-off)            | A       |
| KalPa                | SM-liiga                | zakládající člen                                     | A       |
| Oulun Kärpät         | SM-liiga                | zakládající člen (vítěz ZČ + celkový vítěz)          | A       |
| Tappara              | SM-liiga                | zakládající člen (2. po ZČ + finalista play-off)     | A       |
| TPS Turku            | SM-liiga                | zakládající člen                                     | A       |
| Adler Mannheim       | DEL                     | zakládající člen (vítěz ZČ + celkový vítěz)          | A       |
| Eisbären Berlín      | DEL                     | zakládající člen                                     | A       |
| ERC Ingolstadt       | DEL                     | zakládající člen (finalista play-off)                | A       |
| Krefeld Pinguine     | DEL                     | zakládající člen                                     | A       |
| SC Bern              | National League         | zakládající člen (2. po ZČ + semifinalista play-off) | A       |
| Fribourg-Gottéron    | National League         | zakládající člen                                     | A       |
| ZSC Lions            | National League         | zakládající člen (vítěz ZČ + finalista play-off)     | A       |
| EV Zug               | National League         | zakládající člen                                     | A       |
| Frölunda Indians     | Elitserien              | zakládající člen                                     | A       |
| Färjestad BK         | Elitserien              | zakládající člen                                     | A       |
| HV71                 | Elitserien              | zakládající člen                                     | A       |
| Linköpings HC        | Elitserien              | zakládající člen                                     | A       |
| Luleå HF             | Elitserien              | zakládající člen                                     | A       |
| Djurgården           | Elitserien              | zakládající člen                                     | A       |
| Skellefteå AIK       | Elitserien              | vítěz základní části                                 | B       |
| Växjö Lakers HC      | Elitserien              | celkový vítěz                                        | B       |
| Düsseldorfer EG      | DEL                     | semifinalista play-off                               | B       |
| EHC Red Bull München | DEL                     | 2. po základní části                                 | B       |
| HC Verva Litvínov    | ELH                     | celkový vítěz                                        | B       |
| HC Oceláři Třinec    | ELH                     | vítěz základní části                                 | B       |
| HC Davos             | National League         | celkový vítěz                                        | B       |
| HC Servette Ženeva   | National League         | semifinalista play-off                               | B       |
| Lukko Rauma          | SM-liiga                | semifinalista play-off                               | B       |
| Espoo Blues          | SM-liiga                | čtvrtfinalista play-off                              | B       |
| KAC Klagenfurt       | EBEL                    | semifinalista play-off                               | B       |
| EHC Black Wings Linz | EBEL                    | semifinalista play-off                               | B       |
| Storhamar Hockey     | Fjordkraftligaen        | 2. po základní části                                 | C       |
| Stavanger Oilers     | Fjordkraftligaen        | vítěz ZČ + celkový vítěz                             | C       |
| HK Nitra             | Slovenská extraliga     | 2. po základní části                                 | C       |
| HC Košice            | Slovenská extraliga     | vítěz ZČ + celkový vítěz                             | C       |
| SønderjyskE Ishockey | Metal Ligaen            | celkový vítěz                                        | C       |
| Rapaces de Gap       | Ligue Magnus            | celkový vítěz                                        | C       |
| Grenoble             | Ligue Magnus            | vítěz základní části                                 | C       |
| Sheffield Steelers   | Elite Ice Hockey League | vítěz základní části                                 | C       |
| Braehead Clan        | Elite Ice Hockey League | 2. po základní části                                 | C       |
| HK Něman Grodno      | Běloruská extraliga     | vítěz Kontinentálního poháru                         | C       |

## Systém soutěže
48 týmů bylo rozlosováno do 16 tříčlenných skupin, ve kterých se střetly dvakrát každý s každým (celkem 4 kola). Dva nejlepší týmy z každé skupiny postoupily do vyřazovací části.
Play-off se hrálo až na finále na dva zápasy (nerozhodné zápasy se neprodlužovaly) a postupovalo mužstvo s nejlepším celkovým skóre. Bylo-li po dvou zápasech skóre nerozhodné, rozhodlo desetiminutové prodloužení, popřípadě samostatné nájezdy. Finále rozhodl jediný finálový zápas, který by v případě remízy po základní hrací době rozhodlo dvacetiminutové prodloužení, popřípadě samostatné nájezdy.

## Základní část
Zápasy základních skupin probíhaly od 20. srpna do 6. září 2015.

### Skupina A

#### Tabulka
| Tým           | Z | V | Vp | Pp | P | VB | OB | +/- | B  |
| ------------- | - | - | -- | -- | - | -- | -- | --- | -- |
| Linköpings HC | 4 | 3 | 1  | 0  | 0 | 14 | 4  | +10 | 11 |
| HIFK Hockey   | 4 | 1 | 0  | 1  | 2 | 6  | 8  | -2  | 4  |
| SC Bern       | 4 | 0 | 1  | 1  | 2 | 7  | 15 | -8  | 3  |

#### Zápasy
| Den       | Domácí        | Skóre | Hosté         | Třetiny         |
| --------- | ------------- | ----- | ------------- | --------------- |
| 21.8.2015 | HIFK Hockey   | 3:1   | SC Bern       | (2:0, 0:0, 1:1) |
| 23.8.2015 | Linköpings HC | 3:2n  | SC Bern       | (0:0, 2:1, 0:1) |
| 28.8.2015 | SC Bern       | 3:2n  | HIFK Hockey   | (0:0, 1:1, 1:1) |
| 30.8.2015 | Linköpings HC | 2:0   | HIFK Hockey   | (1:0, 0:0, 1:0) |
| 3.9.2015  | HIFK Hockey   | 1:2   | Linköpings HC | (1:0, 0:2, 0:0) |
| 5.9.2015  | SC Bern       | 1:7   | Linköpings HC | (1:2, 0:1, 0:4) |

### Skupina B

#### Tabulka
| Tým                  | Z | V | Vp | Pp | P | VB | OB | +/- | B  |
| -------------------- | - | - | -- | -- | - | -- | -- | --- | -- |
| Tappara Tampere      | 4 | 3 | 0  | 1  | 0 | 16 | 6  | +10 | 10 |
| Djurgarden Stockholm | 4 | 2 | 1  | 0  | 1 | 13 | 11 | +2  | 8  |
| EV Zug               | 4 | 0 | 0  | 0  | 4 | 6  | 18 | -12 | 0  |

#### Zápasy
| Den       | Domácí               | Skóre | Hosté                | Třetiny              |
| --------- | -------------------- | ----- | -------------------- | -------------------- |
| 20.8.2015 | Djurgarden Stockholm | 2:4   | Tappara Tampere      | (1:1, 1:2, 0:1)      |
| 22.8.2015 | EV Zug               | 0:7   | Tappara Tampere      | (0:3, 0:2, 0:2)      |
| 27.8.2015 | Tappara Tampere      | 2:3p  | Djurgarden Stockholm | (0:1, 2:1, 0:0, 0:1) |
| 29.8.2015 | EV Zug               | 2:3   | Djurgarden Stockholm | (0:1, 0:1, 2:1)      |
| 4.9.2015  | Djurgarden Stockholm | 5:3   | EV Zug               | (2:2, 2:1, 1:0)      |
| 6.9.2015  | Tappara Tampere      | 3:1   | EV Zug               | (0:0, 2:1, 1:0)      |

### Skupina C

#### Tabulka
| Tým                  | Z | V | Vp | Pp | P | VB | OB | +/- | B  |
| -------------------- | - | - | -- | -- | - | -- | -- | --- | -- |
| HV71 Jonkoping       | 4 | 4 | 0  | 0  | 0 | 16 | 4  | +12 | 12 |
| EC Red Bull Salzburg | 4 | 1 | 0  | 0  | 3 | 10 | 13 | -3  | 3  |
| SønderjyskE Vojens   | 4 | 1 | 0  | 0  | 3 | 8  | 17 | -9  | 3  |

#### Zápasy
| Den       | Domácí               | Skóre | Hosté                | Třetiny         |
| --------- | -------------------- | ----- | -------------------- | --------------- |
| 20.8.2015 | SønderjyskE Vojens   | 4:1   | EC Red Bull Salzburg | (1:0, 2:0, 1:1) |
| 22.8.2015 | HV71 Jonkoping       | 4:1   | EC Red Bull Salzburg | (0:0, 0:0, 4:1) |
| 27.8.2015 | EC Red Bull Salzburg | 7:2   | SønderjyskE Vojens   | (2:1, 2:0, 3:1) |
| 29.8.2015 | HV71 Jonkoping       | 7:1   | SønderjyskE Vojens   | (1:0, 4:0, 2:1) |
| 3.9.2015  | SønderjyskE Vojens   | 1:2   | HV71 Jonkoping       | (0:0, 1:1, 0:1) |
| 5.9.2015  | EC Red Bull Salzburg | 1:3   | HV71 Jonkoping       | (1:1, 0:1, 0:1) |

### Skupina D

#### Tabulka
| Tým                | Z | V | Vp | Pp | P | VB | OB | +/- | B  |
| ------------------ | - | - | -- | -- | - | -- | -- | --- | -- |
| Skellefteå AIK     | 4 | 3 | 1  | 0  | 0 | 16 | 6  | +10 | 11 |
| Bílí Tygři Liberec | 4 | 2 | 0  | 0  | 2 | 13 | 9  | +4  | 6  |
| HK Nitra           | 4 | 0 | 0  | 1  | 3 | 4  | 18 | -14 | 1  |

#### Zápasy
| Den       | Domácí             | Skóre | Hosté              | Třetiny         |
| --------- | ------------------ | ----- | ------------------ | --------------- |
| 21.8.2015 | HK Nitra           | 2:4   | Skellefteå AIK     | (0:0, 2:3, 0:1) |
| 23.8.2015 | Bílí Tygři Liberec | 0:4   | Skellefteå AIK     | (0:0, 0:1, 0:3) |
| 27.8.2015 | Skellefteå AIK     | 3:2n  | HK Nitra           | (2:2, 0:0, 0:0) |
| 29.8.2015 | HK Nitra           | 0:9   | Bílí Tygři Liberec | (0:5, 0:2, 0:2) |
| 3.9.2015  | Bílí Tygři Liberec | 2:0   | HK Nitra           | (1:0, 1:0, 0:0) |
| 5.9.2015  | Skellefteå AIK     | 5:2   | Bílí Tygři Liberec | (1:1, 3:0, 1:1) |

### Skupina E

#### Tabulka
| Tým                 | Z | V | Vp | Pp | P | VB | OB | +/- | B  |
| ------------------- | - | - | -- | -- | - | -- | -- | --- | -- |
| HC Davos            | 4 | 3 | 0  | 1  | 0 | 12 | 6  | +6  | 10 |
| Färjestad BK        | 4 | 1 | 2  | 0  | 1 | 8  | 9  | -1  | 7  |
| HC Dynamo Pardubice | 4 | 0 | 0  | 1  | 3 | 10 | 15 | -5  | 1  |

#### Zápasy
| Den       | Domácí              | Skóre | Hosté               | Třetiny              |
| --------- | ------------------- | ----- | ------------------- | -------------------- |
| 20.8.2015 | Färjestad BK        | 0:4   | HC Davos            | (0:0, 0:3, 0:1)      |
| 22.8.2015 | HC Dynamo Pardubice | 2:3   | HC Davos            | (1:0, 1:2, 0:1)      |
| 28.8.2015 | HC Davos            | 0:1p  | Färjestad BK        | (0:0, 0:0, 0:0, 0:1) |
| 30.8.2015 | HC Dynamo Pardubice | 2:3   | Färjestad BK        | (0:1, 0:0, 2:2)      |
| 3.9.2015  | Färjestad BK        | 4:3p  | HC Dynamo Pardubice | (0:0, 0:2, 3:1, 1:0) |
| 5.9.2015  | HC Davos            | 5:3   | HC Dynamo Pardubice | (2:0, 1:2, 2:1)      |

### Skupina F

#### Tabulka
| Tým               | Z | V | Vp | Pp | P | VB | OB | +/- | B  |
| ----------------- | - | - | -- | -- | - | -- | -- | --- | -- |
| HC Verva Litvínov | 4 | 3 | 1  | 0  | 0 | 14 | 7  | +7  | 11 |
| Espoo Blues       | 4 | 1 | 0  | 1  | 2 | 7  | 8  | -1  | 4  |
| Grenoble          | 4 | 1 | 0  | 0  | 3 | 9  | 15 | -6  | 3  |

#### Zápasy
| Den       | Domácí            | Skóre | Hosté             | Třetiny              |
| --------- | ----------------- | ----- | ----------------- | -------------------- |
| 21.8.2015 | Grenoble          | 1:4   | HC Verva Litvínov | (0:0, 0:3, 1:1)      |
| 23.8.2015 | Espoo Blues       | 0:1   | HC Verva Litvínov | (0:0, 0:1, 0:0)      |
| 27.8.2015 | HC Verva Litvínov | 6:4   | Grenoble          | (1:0, 5:2, 0:2)      |
| 29.8.2015 | Espoo Blues       | 4:2   | Grenoble          | (0:1, 2:0, 2:1)      |
| 4.9.2015  | Grenoble          | 2:1   | Espoo Blues       | (1:1, 1:0, 0:0)      |
| 6.9.2015  | HC Verva Litvínov | 3:2p  | Espoo Blues       | (1:0, 0:1, 1:1, 1:0) |

### Skupina H

#### Tabulka
| Tým                  | Z | V | Vp | Pp | P | VB | OB | +/- | B |
| -------------------- | - | - | -- | -- | - | -- | -- | --- | - |
| TPS Turku            | 4 | 2 | 1  | 1  | 0 | 15 | 9  | +6  | 9 |
| Düsseldorfer EG      | 4 | 1 | 1  | 0  | 2 | 15 | 14 | +1  | 5 |
| EHC Black Wings Linz | 4 | 1 | 0  | 1  | 2 | 11 | 18 | -7  | 4 |

#### Zápasy
| Den       | Domácí               | Skóre | Hosté                | Třetiny              |
| --------- | -------------------- | ----- | -------------------- | -------------------- |
| 20.8.2015 | TPS Turku            | 6:1   | EHC Black Wings Linz | (2:0, 2:0, 2:1)      |
| 22.8.2015 | Düsseldorfer EG      | 6:3   | EHC Black Wings Linz | (1:2, 4:0, 1:1)      |
| 27.8.2015 | EHC Black Wings Linz | 2:3p  | TPS Turku            | (0:0, 0:1, 2:1, 0:1) |
| 29.8.2015 | Düsseldorfer EG      | 4:5   | TPS Turku            | (0:2, 3:2, 1:1)      |
| 3.9.2015  | TPS Turku            | 1:2n  | Düsseldorfer EG      | (1:1, 0:0, 0:0)      |
| 6.9.2015  | EHC Black Wings Linz | 5:3   | Düsseldorfer EG      | (0:1, 2:2, 3:0)      |

### Skupina I

#### Tabulka
| Tým                  | Z | V | Vp | Pp | P | VB | OB | +/- | B  |
| -------------------- | - | - | -- | -- | - | -- | -- | --- | -- |
| EHC Red Bull München | 4 | 4 | 0  | 0  | 0 | 15 | 4  | +11 | 12 |
| HC Košice            | 4 | 1 | 1  | 0  | 2 | 7  | 8  | -1  | 5  |
| KAC Klagenfurt       | 4 | 0 | 0  | 1  | 3 | 5  | 15 | -10 | 1  |

#### Zápasy
| Den       | Domácí               | Skóre | Hosté                | Třetiny         |
| --------- | -------------------- | ----- | -------------------- | --------------- |
| 20.8.2015 | HC Košice            | 2:4   | EHC Red Bull München | (0:1, 1:3, 1:0) |
| 23.8.2015 | KAC Klagenfurt       | 1:4   | EHC Red Bull München | (0:0, 1:1, 0:3) |
| 28.8.2015 | EHC Red Bull München | 1:0   | HC Košice            | (0:0, 0:0, 1:0) |
| 30.8.2015 | KAC Klagenfurt       | 2:3   | HC Košice            | (1:1, 1:1, 0:1) |
| 3.9.2015  | HC Košice            | 2:1n  | KAC Klagenfurt       | (0:0, 1:0, 0:1) |
| 6.9.2015  | EHC Red Bull München | 6:1   | KAC Klagenfurt       | (2:0, 2:1, 2:0) |

### Skupina J

#### Tabulka
| Tým                | Z | V | Vp | Pp | P | VB | OB | +/- | B |
| ------------------ | - | - | -- | -- | - | -- | -- | --- | - |
| Adler Mannheim     | 4 | 2 | 1  | 0  | 1 | 6  | 5  | +1  | 8 |
| HC Vítkovice Steel | 4 | 2 | 0  | 1  | 1 | 7  | 5  | +2  | 7 |
| HK Něman Grodno    | 4 | 1 | 0  | 0  | 3 | 4  | 7  | -3  | 3 |

#### Zápasy
| Den       | Domácí             | Skóre | Hosté              | Třetiny         |
| --------- | ------------------ | ----- | ------------------ | --------------- |
| 21.8.2015 | HK Něman Grodno    | 2:0   | Adler Mannheim     | (1:0, 1:0, 0:0) |
| 23.8.2015 | HC Vítkovice Steel | 1:2   | Adler Mannheim     | (0:0, 0:1, 1:1) |
| 27.8.2015 | Adler Mannheim     | 2:1   | HK Něman Grodno    | (1:0, 0:1, 1:0) |
| 30.8.2015 | HK Něman Grodno    | 0:2   | HC Vítkovice Steel | (0:1, 0:1, 0:0) |
| 4.9.2015  | HC Vítkovice Steel | 3:1   | HK Něman Grodno    | (0:0, 1:0, 2:1) |
| 5.9.2015  | Adler Mannheim     | 2:1n  | HC Vítkovice Steel | (1:0, 0:0, 0:1) |

### Skupina K

#### Tabulka
| Tým              | Z | V | Vp | Pp | P | VB | OB | +/- | B  |
| ---------------- | - | - | -- | -- | - | -- | -- | --- | -- |
| Oulun Kärpät     | 4 | 4 | 0  | 0  | 0 | 12 | 1  | +11 | 12 |
| Vienna Capitals  | 4 | 1 | 0  | 1  | 2 | 8  | 14 | -6  | 4  |
| Krefeld Pinguine | 4 | 0 | 1  | 0  | 3 | 9  | 14 | -5  | 2  |

#### Zápasy
| Den       | Domácí           | Skóre | Hosté            | Třetiny         |
| --------- | ---------------- | ----- | ---------------- | --------------- |
| 20.8.2015 | Krefeld Pinguine | 0:2   | Oulun Kärpät     | (0:0, 0:1, 0:1) |
| 22.8.2015 | Vienna Capitals  | 0:2   | Oulun Kärpät     | (0:2, 0:0, 0:0) |
| 27.8.2015 | Oulun Kärpät     | 4:1   | Krefeld Pinguine | (1:1, 2:0, 1:0) |
| 29.8.2015 | Vienna Capitals  | 2:3n  | Krefeld Pinguine | (0:0, 1:1, 1:1) |
| 3.9.2015  | Krefeld Pinguine | 5:6   | Vienna Capitals  | (2:3, 3:1, 0:2) |
| 5.9.2015  | Oulun Kärpät     | 4:0   | Vienna Capitals  | (0:0, 2:0, 2:0) |

### Skupina L

#### Tabulka
| Tým               | Z | V | Vp | Pp | P | VB | OB | +/- | B |
| ----------------- | - | - | -- | -- | - | -- | -- | --- | - |
| Luleå HF          | 4 | 2 | 1  | 0  | 1 | 14 | 9  | +5  | 8 |
| Lukko Rauma       | 4 | 1 | 1  | 1  | 1 | 11 | 12 | -1  | 6 |
| Fribourg-Gottéron | 4 | 1 | 0  | 1  | 2 | 11 | 15 | -4  | 4 |

#### Zápasy
| Den       | Domácí            | Skóre | Hosté             | Třetiny         |
| --------- | ----------------- | ----- | ----------------- | --------------- |
| 20.8.2015 | Fribourg-Gottéron | 3:4n  | Lukko Rauma       | (2:3, 1:0, 0:0) |
| 22.8.2015 | Luleå HF          | 4:3n  | Lukko Rauma       | (1:0, 1:2, 1:1) |
| 27.8.2015 | Lukko Rauma       | 4:2   | Fribourg-Gottéron | (0:0, 3:2, 1:0) |
| 29.8.2015 | Luleå HF          | 4:2   | Fribourg-Gottéron | (3:2, 1:0, 0:0) |
| 4.9.2015  | Fribourg-Gottéron | 4:3   | Luleå HF          | (1:1, 2:1, 1:1) |
| 6.9.2015  | Lukko Rauma       | 0:3   | Luleå HF          | (0:0, 0:2, 0:1) |

### Skupina M

#### Tabulka
| Tým               | Z | V | Vp | Pp | P | VB | OB | +/- | B |
| ----------------- | - | - | -- | -- | - | -- | -- | --- | - |
| Stavanger Oilers  | 4 | 2 | 0  | 1  | 1 | 11 | 7  | +4  | 7 |
| HC Oceláři Třinec | 4 | 1 | 1  | 1  | 1 | 14 | 11 | +3  | 6 |
| KalPa Kuopio      | 4 | 1 | 1  | 0  | 2 | 6  | 13 | -7  | 5 |

#### Zápasy
| Den       | Domácí            | Skóre | Hosté             | Třetiny              |
| --------- | ----------------- | ----- | ----------------- | -------------------- |
| 20.8.2015 | Stavanger Oilers  | 4:1   | HC Oceláři Třinec | (2:0, 1:1, 1:0)      |
| 22.8.2015 | KalPa Kuopio      | 4:3n  | HC Oceláři Třinec | (0:1, 3:1, 0:1)      |
| 28.8.2015 | HC Oceláři Třinec | 4:3p  | Stavanger Oilers  | (1:1, 1:0, 1:2, 1:0) |
| 30.8.2015 | KalPa Kuopio      | 2:1   | Stavanger Oilers  | (1:0, 1:0, 0:1)      |
| 3.9.2015  | Stavanger Oilers  | 3:0   | KalPa Kuopio      | (0:0, 1:0, 2:0)      |
| 5.9.2015  | HC Oceláři Třinec | 6:0   | KalPa Kuopio      | (1:0, 4:0, 1:0)      |

### Skupina M

#### Tabulka
| Tým              | Z | V | Vp | Pp | P | VB | OB | +/- | B |
| ---------------- | - | - | -- | -- | - | -- | -- | --- | - |
| Storhamar Hockey | 4 | 3 | 0  | 0  | 1 | 12 | 5  | +7  | 9 |
| HC Sparta Praha  | 4 | 2 | 0  | 1  | 1 | 12 | 10 | +2  | 7 |
| Servette Ženeva  | 4 | 0 | 1  | 0  | 3 | 7  | 16 | -9  | 2 |

#### Zápasy
| Den       | Domácí           | Skóre | Hosté            | Třetiny              |
| --------- | ---------------- | ----- | ---------------- | -------------------- |
| 20.8.2015 | Storhamar Hockey | 2:3   | HC Sparta Praha  | (0:2, 2:0, 0:1)      |
| 22.8.2015 | Servette Ženeva  | 4:3p  | HC Sparta Praha  | (0:1, 2:1, 1:1, 1:0) |
| 28.8.2015 | HC Sparta Praha  | 1:2   | Storhamar Hockey | (0:0, 0:1, 1:1)      |
| 29.8.2015 | Servette Ženeva  | 0:3   | Storhamar Hockey | (0:1, 0:1, 0:1)      |
| 3.9.2015  | Storhamar Hockey | 5:1   | Servette Ženeva  | (1:0, 3:1, 1:0)      |
| 5.9.2015  | HC Sparta Praha  | 5:2   | Servette Ženeva  | (2:0, 1:2, 2:0)      |

### Skupina N

#### Tabulka
| Tým                | Z | V | Vp | Pp | P | VB | OB | +/- | B  |
| ------------------ | - | - | -- | -- | - | -- | -- | --- | -- |
| Frölunda Indians   | 4 | 4 | 0  | 0  | 0 | 20 | 5  | +15 | 12 |
| JYP Jyväskylä      | 4 | 2 | 0  | 0  | 2 | 10 | 9  | +1  | 6  |
| Sheffield Steelers | 4 | 0 | 0  | 0  | 4 | 4  | 20 | -16 | 0  |

#### Zápasy
| Den       | Domácí             | Skóre | Hosté              | Třetiny         |
| --------- | ------------------ | ----- | ------------------ | --------------- |
| 20.8.2015 | Frölunda Indians   | 9:1   | Sheffield Steelers | (1:0, 1:0, 7:1) |
| 22.8.2015 | JYP Jyväskylä      | 3:0   | Sheffield Steelers | (1:0, 2:0, 0:0) |
| 28.8.2015 | Frölunda Indians   | 3:2   | JYP Jyväskylä      | (2:1, 0:0, 1:1) |
| 30.8.2015 | Sheffield Steelers | 2:4   | JYP Jyväskylä      | (1:0, 1:2, 0:2) |
| 3.9.2015  | JYP Jyväskylä      | 1:4   | Frölunda Indians   | (0:1, 1:1, 0:2) |
| 5.9.2015  | Sheffield Steelers | 1:4   | Frölunda Indians   | (0:1, 1:0, 0:3) |

### Skupina O

#### Tabulka
| Tým             | Z | V | Vp | Pp | P | VB | OB | +/- | B |
| --------------- | - | - | -- | -- | - | -- | -- | --- | - |
| Växjö Lakers HC | 4 | 3 | 0  | 0  | 1 | 20 | 10 | +10 | 9 |
| ERC Ingolstadt  | 4 | 2 | 0  | 0  | 2 | 16 | 15 | +1  | 6 |
| Braehead Clan   | 4 | 1 | 0  | 0  | 3 | 11 | 22 | -11 | 3 |

#### Zápasy
| Den       | Domácí          | Skóre | Hosté           | Třetiny         |
| --------- | --------------- | ----- | --------------- | --------------- |
| 20.8.2015 | Växjö Lakers HC | 10:2  | Braehead Clan   | (5:1, 2:0, 3:1) |
| 22.8.2015 | ERC Ingolstadt  | 5:2   | Braehead Clan   | (0:1, 2:0, 3:1) |
| 27.8.2015 | Växjö Lakers HC | 4:2   | ERC Ingolstadt  | (1:1, 2:1, 1:0) |
| 29.8.2015 | Braehead Clan   | 1:3   | Växjö Lakers HC | (1:2, 0:1, 0:0) |
| 3.9.2015  | ERC Ingolstadt  | 5:3   | Växjö Lakers HC | (0:0, 3:2, 2:1) |
| 5.9.2015  | Braehead Clan   | 6:4   | ERC Ingolstadt  | (0:1, 2:1, 4:2) |

### Skupina P

#### Tabulka
| Tým              | Z | V | Vp | Pp | P | VB | OB | +/- | B  |
| ---------------- | - | - | -- | -- | - | -- | -- | --- | -- |
| ZSC Lions Curych | 4 | 4 | 0  | 0  | 0 | 20 | 10 | +10 | 12 |
| Eisbären Berlín  | 4 | 1 | 0  | 0  | 3 | 12 | 13 | -1  | 3  |
| Gap Rapaces      | 4 | 1 | 0  | 0  | 3 | 9  | 18 | -9  | 3  |

#### Zápasy
| Den       | Domácí           | Skóre | Hosté            | Třetiny         |
| --------- | ---------------- | ----- | ---------------- | --------------- |
| 20.8.2015 | Gap Rapaces      | 4:5   | ZSC Lions Curych | (2:2, 1:2, 1:1) |
| 22.8.2015 | Eisbären Berlín  | 3:6   | ZSC Lions Curych | (0:3, 2:0, 1:3) |
| 27.8.2015 | ZSC Lions Curych | 6:1   | Gap Rapaces      | (2:1, 3:0, 1:0) |
| 29.8.2015 | Eisbären Berlín  | 6:1   | Gap Rapaces      | (4:0, 1:0, 1:1) |
| 4.9.2015  | ZSC Lions Curych | 3:2   | Eisbären Berlín  | (1:1, 2:0, 0:1) |
| 6.9.2015  | Gap Rapaces      | 3:1   | Eisbären Berlín  | (2:0, 0:1, 1:0) |

## Play-off
Play-off bylo rozlosováno 8. září 2015. Týmy byly losovány do dvojic ze dvou košů. V prvním koši byly vítězové skupin, ve druhém koši týmy z druhých míst. První zápasy prvního kola vyřazovací části proběhnou 22. září 2015.

### Hrací dny jednotlivých kol
|             | První zápas       | Odveta             |
| ----------- | ----------------- | ------------------ |
| 1. kolo     | 22. září 2015     | 6. října 2015      |
| Osmifinále  | 3. listopadu 2015 | 10. listopadu 2015 |
| Čtvrtfinále | 1. prosince 2015  | 8. prosince 2015   |
| Semifinále  | 12. ledna 2016    | 19. ledna 2016     |
| Finále      | 9. února 2016     | 9. února 2016      |

### Pavouk
| Nejlepších 32        | Nejlepších 32 | Nejlepších 32 | Nejlepších 32 |  |                    | Osmifinále       | Osmifinále | Osmifinále | Osmifinále |  |  | Čtvrtfinále      | Čtvrtfinále | Čtvrtfinále | Čtvrtfinále |  |  | Semifinále       | Semifinále | Semifinále | Semifinále |  |  | Finále           | Finále |
|                      |               |               |               |  |                    |                  |            |            |            |  |  |                  |             |             |             |  |  |                  |            |            |            |  |  |                  |        |
| HV71 Jonkoping       | 2             | 3             | 5             |  |                    |                  |            |            |            |  |  |                  |             |             |             |  |  |                  |            |            |            |  |  |                  |        |
| HC Oceláři Třinec    | 2             | 1             | 3             |  |                    | HV71 Jonkoping   | 1          | 1          | 2          |  |  |                  |             |             |             |  |  |                  |            |            |            |  |  |                  |        |
| Adler Mannheim       | 1             | 3             | 4             |  | Espoo Blues        | 3                | 1          | 4          |            |  |  |                  |             |             |             |  |  |                  |            |            |            |  |  |                  |        |
| Espoo Blues          | 4             | 2             | 6             |  |                    |                  |            |            |            |  |  | Oulun Kärpät     | 0           | 5           | 5           |  |  |                  |            |            |            |  |  |                  |        |
| ZSC Lions Curych     | 2             | 0             | 2             |  |                    |                  |            |            |            |  |  | Espoo Blues      | 2           | 1           | 3           |  |  |                  |            |            |            |  |  |                  |        |
| HC Sparta Praha      | 3             | 3             | 6             |  |                    | Oulun Kärpät     | 2          | 4          | 6          |  |  |                  |             |             |             |  |  |                  |            |            |            |  |  |                  |        |
| Oulun Kärpät         | 2             | 3             | 5             |  | HC Sparta Praha    | 4                | 1          | 5          |            |  |  |                  |             |             |             |  |  |                  |            |            |            |  |  |                  |        |
| Düsseldorfer EG      | 0             | 0             | 0             |  |                    |                  |            |            |            |  |  |                  |             |             |             |  |  | Oulun Kärpät     | 3          | 2          | 5          |  |  |                  |        |
| Storhamar Hockey     | 3             | 3             | 6             |  |                    |                  |            |            |            |  |  |                  |             |             |             |  |  | Lukko Rauma      | 2          | 2          | 4          |  |  |                  |        |
| Red Bull Salzburg    | 1             | 2             | 3             |  |                    | Storhamar Hockey | 3          | 1          | 4          |  |  |                  |             |             |             |  |  |                  |            |            |            |  |  |                  |        |
| TPS Turku            | 2             | 4             | 6             |  | TPS Turku          | 4                | 2          | 6          |            |  |  |                  |             |             |             |  |  |                  |            |            |            |  |  |                  |        |
| JYP Jyväskylä        | 2             | 1             | 3             |  |                    |                  |            |            |            |  |  | TPS Turku        | 3           | 1           | 4(0)        |  |  |                  |            |            |            |  |  |                  |        |
| EHC Red Bull München | 3             | 0             | 3             |  |                    |                  |            |            |            |  |  | Lukko Rauma      | 3           | 1           | 4(1)        |  |  |                  |            |            |            |  |  |                  |        |
| Lukko Rauma          | 5             | 3             | 8             |  |                    | Lukko Rauma      | 2          | 2          | 4          |  |  |                  |             |             |             |  |  |                  |            |            |            |  |  |                  |        |
| Växjö Lakers HC      | 3             | 3             | 6             |  | Djurgarden         | 1                | 1          | 2          |            |  |  |                  |             |             |             |  |  |                  |            |            |            |  |  |                  |        |
| Djurgarden           | 4             | 3             | 7             |  |                    |                  |            |            |            |  |  |                  |             |             |             |  |  |                  |            |            |            |  |  | Oulun Kärpät     | 1      |
| Linköpings HC        | 1             | 3             | 4             |  |                    |                  |            |            |            |  |  |                  |             |             |             |  |  |                  |            |            |            |  |  | Frölunda Indians | 2      |
| Bílí Tygři Liberec   | 4             | 6             | 10            |  |                    | HC Davos         | 5          | 4          | 9          |  |  |                  |             |             |             |  |  |                  |            |            |            |  |  |                  |        |
| HC Davos             | 1             | 5             | 6             |  | Bílí Tygři Liberec | 3                | 3          | 6          |            |  |  |                  |             |             |             |  |  |                  |            |            |            |  |  |                  |        |
| HIFK Hockey          | 2             | 2             | 4             |  |                    |                  |            |            |            |  |  | Skellefteå AIK   | 1           | 1           | 2           |  |  |                  |            |            |            |  |  |                  |        |
| Stavanger Oilers     | 0             | 3             | 3             |  |                    |                  |            |            |            |  |  | HC Davos         | 1           | 4           | 5           |  |  |                  |            |            |            |  |  |                  |        |
| Eisbären Berlín      | 3             | 3             | 6             |  |                    | Skellefteå AIK   | 5          | 2          | 7          |  |  |                  |             |             |             |  |  |                  |            |            |            |  |  |                  |        |
| Skellefteå AIK       | 3             | 3             | 6             |  | Eisbären Berlín    | 2                | 1          | 3          |            |  |  |                  |             |             |             |  |  |                  |            |            |            |  |  |                  |        |
| HC Košice            | 4             | 0             | 4             |  |                    |                  |            |            |            |  |  |                  |             |             |             |  |  | Frölunda Indians | 5          | 1          | 6          |  |  |                  |        |
| Frölunda Indians     | 2             | 4             | 6p            |  |                    |                  |            |            |            |  |  |                  |             |             |             |  |  | HC Davos         | 0          | 1          | 1          |  |  |                  |        |
| ERC Ingolstadt       | 4             | 1             | 5             |  |                    | Frölunda Indians | 1          | 6          | 7          |  |  |                  |             |             |             |  |  |                  |            |            |            |  |  |                  |        |
| HC Verva Litvínov    | 4             | 2             | 6p            |  | HC Verva Litvínov  | 2                | 0          | 2          |            |  |  |                  |             |             |             |  |  |                  |            |            |            |  |  |                  |        |
| Vienna Capitals      | 3             | 2             | 5             |  |                    |                  |            |            |            |  |  | Luleå HF         | 3           | 4           | 7(1)        |  |  |                  |            |            |            |  |  |                  |        |
| Tappara Tampere      | 2             | 2             | 4             |  |                    |                  |            |            |            |  |  | Frölunda Indians | 2           | 5           | 7(3)        |  |  |                  |            |            |            |  |  |                  |        |
| HC Vítkovice Steel   | 0             | 1             | 1             |  |                    | Tappara Tampere  | 1          | 5          | 6          |  |  |                  |             |             |             |  |  |                  |            |            |            |  |  |                  |        |
| Luleå HF             | 3             | 1             | 4             |  | Luleå HF           | 2                | 0          | 2          |            |  |  |                  |             |             |             |  |  |                  |            |            |            |  |  |                  |        |
| Färjestad BK         | 0             | 3             | 3             |  |                    |                  |            |            |            |  |  |                  |             |             |             |  |  |                  |            |            |            |  |  |                  |        |

Poznámky:
1. Výše nasazené týmy jsou vždy uvedeny v horní části každé větve pavouka. Výše nasazené týmy hrají svá první utkání venku a druhá doma.
2. V případě nerozhodnosti skóre, kdy rozhodovalo prodloužení, je takový zápas označen p za počtem branek týmu, který rozhodl v prodloužení.
3. V případě nerozhodnosti skóre, kdy rozhodovaly až samostatné nájezdy, je skóre nájezdů uvedeno v závorce.

### Zápasy

#### První kolo
| Zápas | Den       | Domácí               | Skóre | Hosté                | Třetiny               |
| ----- | --------- | -------------------- | ----- | -------------------- | --------------------- |
| první | 22.9.2015 | HC Vítkovice Steel   | 0:2   | Tappara Tampere      | (0:0, 0:2, 0:0)       |
| první | 22.9.2015 | HC Oceláři Třinec    | 2:2   | HV71 Jonkoping       | (0:0, 2:0, 0:2)       |
| první | 22.9.2015 | Bílí Tygři Liberec   | 4:1   | Linköpings HC        | (4:1, 0:0, 0:0)       |
| první | 22.9.2015 | HC Košice            | 4:3   | Skellefteå AIK       | (0:1, 1:1, 3:1)       |
| první | 22.9.2015 | Espoo Blues          | 4:1   | Adler Mannheim       | (1:1, 3:0, 0:0)       |
| první | 22.9.2015 | Lukko Rauma          | 5:3   | EHC Red Bull München | (1:0, 3:1, 1:2)       |
| první | 22.9.2015 | HIFK Hockey          | 2:1   | HC Davos             | (1:0, 0:0, 1:1)       |
| první | 22.9.2015 | JYP Jyväskylä        | 2:2   | TPS Turku            | (0:0, 2:0, 0:2)       |
| první | 22.9.2015 | HC Sparta Praha      | 3:2   | ZSC Lions Curych     | (1:0, 2:1, 0:1)       |
| první | 22.9.2015 | Färjestad BK         | 0:3   | Luleå HF             | (0:0, 0:2, 0:1)       |
| první | 22.9.2015 | Vienna Capitals      | 3:4   | HC Verva Litvínov    | (1:4, 1:0, 1:0)       |
| první | 22.9.2015 | EC Red Bull Salzburg | 1:3   | Storhamar Hockey     | (0:0, 0:2, 1:1)       |
| první | 22.9.2015 | Düsseldorfer EG      | 0:2   | Oulun Kärpät         | (0:1, 0:1, 0:0)       |
| první | 22.9.2015 | Eisbären Berlín      | 3:0   | Stavanger Oilers     | (0:0, 1:0, 2:0)       |
| první | 22.9.2015 | Djurgarden Stockholm | 4:3   | Växjö Lakers HC      | (2:1, 1:0, 1:2)       |
| první | 29.9.2015 | ERC Ingolstadt       | 4:2   | Frölunda Indians     | (1:2, 2:0, 1:0)       |
| druhý | 6.10.2015 | Tappara Tampere      | 2:1   | HC Vítkovice Steel   | (1:0, 1:1, 0:0)       |
| druhý | 6.10.2015 | HV71 Jonkoping       | 3:1   | HC Oceláři Třinec    | (0:0, 1:1, 2:0)       |
| druhý | 6.10.2015 | Linköpings HC        | 3:6   | Bílí Tygři Liberec   | (0:4, 2:1, 1:1)       |
| druhý | 6.10.2015 | Skellefteå AIK       | 3:0   | HC Košice            | (0:0, 1:0, 2:0)       |
| druhý | 6.10.2015 | Adler Mannheim       | 3:2   | Espoo Blues          | (1:0, 1:1, 1:1)       |
| druhý | 6.10.2015 | EHC Red Bull München | 0:3   | Lukko Rauma          | (0:1, 0:0, 0:2)       |
| druhý | 6.10.2015 | HC Davos             | 5:2   | HIFK Hockey          | (1:1, 1:1, 3:0)       |
| druhý | 6.10.2015 | TPS Turku            | 4:1   | JYP Jyväskylä        | (0:1, 2:0, 2:0)       |
| druhý | 6.10.2015 | ZSC Lions Curych     | 0:3   | HC Sparta Praha      | (0:1, 0:1, 0:1)       |
| druhý | 6.10.2015 | Luleå HF             | 1:3   | Färjestad BK         | (0:1, 0:2, 1:0)       |
| druhý | 6.10.2015 | HC Verva Litvínov    | 2:2p  | Vienna Capitals      | (0:0, 0:0, 1:2 - 1:0) |
| druhý | 6.10.2015 | Storhamar Hockey     | 3:2   | EC Red Bull Salzburg | (1:0, 0:0, 2:2)       |
| druhý | 6.10.2015 | Oulun Kärpät         | 3:0   | Düsseldorfer EG      | (3:0, 0:0, 0:0)       |
| druhý | 6.10.2015 | Stavanger Oilers     | 3:3   | Eisbären Berlín      | (1:1, 2:2, 0:0)       |
| druhý | 6.10.2015 | Växjö Lakers HC      | 3:3   | Djurgarden Stockholm | (0:1, 2:0, 1:2)       |
| druhý | 6.10.2015 | Frölunda Indians     | 4:1p  | ERC Ingolstadt       | (1:0, 0:1, 2:0 - 1:0) |

#### Osmifinále
| Zápas | Den        | Domácí               | Skóre | Hosté                | Třetiny         |
| ----- | ---------- | -------------------- | ----- | -------------------- | --------------- |
| první | 3.11.2015  | HC Verva Litvínov    | 2:1   | Frölunda Indians     | (0:0, 1:0, 1:1) |
| první | 3.11.2015  | TPS Turku            | 4:3   | Storhamar Hockey     | (0:3, 3:0, 1:0) |
| první | 3.11.2015  | Tappara Tampere      | 2:1   | Luleå HF             | (1:0, 0:0, 1:1) |
| první | 3.11.2015  | Espoo Blues          | 3:1   | HV71 Jonkoping       | (2:0, 1:1, 0:0) |
| první | 3.11.2015  | Bílí Tygři Liberec   | 3:5   | HC Davos             | (1:3, 1:1, 1:1) |
| první | 3.11.2015  | HC Sparta Praha      | 4:2   | Oulun Kärpät         | (0:1, 2:0, 2:1) |
| první | 3.11.2015  | Eisbären Berlín      | 2:5   | Skellefteå AIK       | (0:2, 1:1, 1:2) |
| první | 3.11.2015  | Djurgarden Stockholm | 1:2   | Lukko Rauma          | (0:1, 1:0, 0:1) |
| druhý | 10.11.2015 | Frölunda Indians     | 6:0   | HC Verva Litvínov    | (0:0, 3:0, 3:0) |
| druhý | 10.11.2015 | Storhamar Hockey     | 1:2   | TPS Turku            | (0:1, 1:0, 0:1) |
| druhý | 10.11.2015 | Luleå HF             | 5:0   | Tappara Tampere      | (2:0, 0:0, 3:0) |
| druhý | 10.11.2015 | HV71 Jonkoping       | 1:1   | Espoo Blues          | (0:0, 1:1, 0:0) |
| druhý | 10.11.2015 | HC Davos             | 4:3   | Bílí Tygři Liberec   | (3:1, 0:2, 1:0) |
| druhý | 10.11.2015 | Oulun Kärpät         | 4:1   | HC Sparta Praha      | (0:0, 2:0, 2:1) |
| druhý | 10.11.2015 | Skellefteå AIK       | 2:1   | Eisbären Berlín      | (1:1, 0:0, 1:0) |
| druhý | 10.11.2015 | Lukko Rauma          | 2:1   | Djurgarden Stockholm | (0:0, 1:1, 1:0) |

#### Čtvrtfinále
| Zápas | Den       | Domácí           | Skóre | Hosté            | Třetiny               |
| ----- | --------- | ---------------- | ----- | ---------------- | --------------------- |
| první | 1.12.2015 | TPS Turku        | 3:3   | Lukko Rauma      | (1:2, 0:0, 2:1)       |
| první | 1.12.2015 | Espoo Blues      | 2:0   | Oulun Kärpät     | (1:0, 0:0, 1:0)       |
| první | 1.12.2015 | HC Davos         | 1:1   | Skellefteå AIK   | (1:0, 0:1, 0:0)       |
| první | 1.12.2015 | Luleå HF         | 3:2   | Frölunda Indians | (1:0, 1:2, 1:0)       |
| druhý | 8.12.2015 | Lukko Rauma      | 2:1n  | TPS Turku        | (0:0, 1:0, 0:1 - 0:0) |
| druhý | 8.12.2015 | Oulun Kärpät     | 5:1   | Espoo Blues      | (2:0, 0:0, 3:1)       |
| druhý | 8.12.2015 | Skellefteå AIK   | 1:4   | HC Davos         | (0:2, 1:0, 0:2)       |
| druhý | 8.12.2015 | Frölunda Indians | 6:4n  | Luleå HF         | (2:2, 3:1, 0:1 - 0:0) |

#### Semifinále
| Zápas | Den       | Domácí           | Skóre | Hosté            | Třetiny         |
| ----- | --------- | ---------------- | ----- | ---------------- | --------------- |
| první | 12.1.2016 | Lukko Rauma      | 2:3   | Oulun Kärpät     | (2:1, 0:0, 0:2) |
| první | 12.1.2016 | HC Davos         | 0:5   | Frölunda Indians | (0:1, 0:1, 0:3) |
| druhý | 19.1.2016 | Oulun Kärpät     | 2:2   | Lukko Rauma      | (0:0, 1:1, 1:1) |
| druhý | 19.1.2016 | Frölunda Indians | 1:1   | HC Davos         | (1:0, 0:1, 0:0) |

#### Finále
| Den      | Domácí       | Skóre | Hosté            | Třetiny       |
| -------- | ------------ | ----- | ---------------- | ------------- |
| 9.2.2016 | Oulun Kärpät | 1:2   | Frölunda Indians | (0:2,0:0,1:0) |

## Vítěz
| Hokejová Liga mistrů 2015/16 Frölunda Indians 1. titul |